# Cleisostomopsis
Cleisostomopsis là một chi thực vật có hoa trong họ Lan.